# Сан Марко д'Ури (Ђенова)
Сан Марко д'Ури је насеље у Италији у округу Ђенова, региону Лигурија.
Према процени из 2011. у насељу је живело 7 становника. Насеље се налази на надморској висини од 433 м.